# Gregor A. Gregorius
Gregor A. Gregorius (* 11. März 1888 in Leipzig oder 1890 in Riesa; † 5. Januar 1964 in Berlin, mit bürgerlichem Namen Eugen Grosche) war ein deutscher Buchhändler, Schriftsteller und Okkultist. Gregorius war Gründer der Fraternitas Saturni.

## Leben und Werk
Eugen Grosche wurde in eine ärmliche Familie geboren und konnte deswegen die Realschule nicht abschließen. Nach dem Schulabbruch zog er nach Berlin und wurde dort Buchhändler und Herausgeber mehrerer Fachzeitschriften. Nach dem Ersten Weltkrieg, bei dem er als Sanitätsoffizier gedient hatte, wurde er Kulturkommissar der USPD. 1920, nach dem Kapp-Putsch, wurde Eugen Grosche verhaftet, aber bei der Gerichtsverhandlung freigesprochen.
Im Herbst des Jahres 1923 begann Eugen Grosche in Berlin mit einem kleinen Kreis von Interessierten, astrologische und okkulte Kurse abzuhalten. Dies führte im Jahre 1924 zur Gründung der 'astrologisch-esoterischen Arbeitsgemeinschaft'. Nach internen Streitigkeiten wurde die Gruppe jedoch noch im selben Jahr wieder aufgelöst. Bereits am 1. Oktober 1924 gründeten u. a. Eugen Grosche und Hans Müller die 'Esoterische Logenschule'. Parallel dazu wurde am 16. Dezember 1924 die 'pansophische Loge der lichtsuchenden Brüder, Orient Berlin' gegründet. Der Gründer der pansophischen Gesellschaft war Heinrich Tränker. Als sich Aleister Crowley im Jahre 1925 zum 'Weltheiland' ausrufen lassen wollte, kam es zwischen ihm und Heinrich Tränker auf der sogenannten Weida-Konferenz zum Streit, worauf am 1. April 1926 die Berliner Ortsloge der Pansophischen Gesellschaft aufgelöst wurde. Gregor A. Gregorius gründete kurz darauf am 8. Mai 1926 zusammen mit vier anderen ehemaligen Pansophen die Fraternitas Saturni, die erste thelemische Organisation, die von Crowley und dem Ordo Templi Orientis unabhängig war.
Im Jahr 1932 musste Gregorius aus finanziellen Gründen seine Buchhandlung aufgeben. Seine Bibliothek wurde von den Nationalsozialisten beschlagnahmt und Gregorius floh 1936 in die Schweiz. 1938 zog er nach Italien, von wo er 1940 nach Deutschland zurückkehrte und ein Jahr in Schutzhaft gefangen gehalten wurde. Durch Beziehung zu einem Mitglied des Sicherheitsdienstes kam er auf freien Fuß, durfte aber nicht publizieren. Nach dem Zweiten Weltkrieg trat er der KPD bei und wurde in der Sowjetischen Besatzungszone Stadtrat für Kultur-, Schul- und Museumswesen. Aufgrund seiner esoterischen Ansichten wurde er unter Druck gesetzt und floh im Jahre 1950 nach Westberlin, wo er wieder eine Buchhandlung eröffnete. Dort baute er die Fraternitas Saturni wieder auf und wurde Herausgeber der öffentlich erhältlichen Monatszeitschrift Blätter für angewandte okkulte Lebenskunst, welche zu einer der umfangreichsten okkulten Zeitschriften wurde, und der Fraternitas Saturni viele Neumitglieder zuführte. Im Jahre 1960 veröffentlichte Gregorius den Roman Exorial.
Gregor A. Gregorius blieb bis zu seinem Tod im Jahre 1964 Leiter der Fraternitas Saturni.

## Werke
- Exorial, Selbstverlag 1960.
- Satanische Magie. Richard Schikowski, Berlin 1983, ISBN 3-87702-057-7.
- Logenschulvorträge. Esoterischer Verlag, Bürstadt 2006.
- Geheimnisse der Sexualmagie. Esoterischer Verlag, Bürstadt 2007.
- Magische Einweihung. Esoterischer Verlag, Bürstadt 2007.
- Die magische Erweckung der Chakra. Esoterischer Verlag, Bürstadt 2005.
- Magische Briefe. Richard Schikowski, Berlin.
- Sympathiemagie. Richard Schikowski, Berlin.
- Pendelmagie. Richard Schikowski, Berlin.